# Nicolás Massú
Nicolás Alejandro Massú Fried (* 10. Oktober 1979 in Viña del Mar) ist ein ehemaliger chilenischer Tennisspieler und heutiger -trainer.

## Herkunft und Jugend
Massús Mutter Sonia Fried ist jüdischer Abstammung, sein Vater Manuel Massú hat arabische Vorfahren. Massús Begeisterung für Sport wurde durch seinen Großvater Ladislao Fried geweckt, als Massú fünf Jahre alt war.

## Karriere
1997 war Massú einer der besten Nachwuchsspieler der Welt. Er gewann die Orange Bowl, das Juniorenturnier in Wimbledon sowie das Juniorenturnier bei den US Open. Ebenfalls 1997 schloss sich Massú dem Profitennis an.
2000 qualifizierte sich Massú für die Olympischen Spiele in Sydney und führte das chilenische Olympiateam während der Eröffnungsfeier als Fahnenträger an. Doch beim Tennisturnier schied er bereits in der zweiten Runde aus. 2003 und 2004 gewann er den World Team Cup mit seinem Freund Fernando González.
Seine größten Erfolge erreichte er bei den Olympischen Spielen 2004 in Athen. Im Doppel gewann er mit seinem Partner Fernando González das erste Olympiagold für Chile überhaupt. In einem engen Fünfsatzspiel bezwangen sie die Deutschen Nicolas Kiefer und Rainer Schüttler.
Einen Tag später krönte Massú seine Olympiateilnahme mit dem Sieg im Einzel. Im Finale siegte er gegen den US-Amerikaner Mardy Fish in fünf Sätzen mit 6:3, 3:6, 2:6, 6:3 und 6:4. In den darauf folgenden Jahren verlor er den Anschluss an die Spitze und stand oft im Schatten seines Landsmannes Fernando González, der in der Zeit wesentlich erfolgreicher war. Neben den bescheidenen Leistungen im Einzel, verliefen viele Davis-Cup-Aufeinandertreffen mit mäßigem Erfolg, was stets mit einem frühen Ausscheiden Chiles endete.
Massú fiel in der Rangliste weit zurück, was die Teilnahme an großen Turnieren erschwerte. Am 28. Juli 2008 nahm er im Rahmen der Vorbereitung für die Olympischen Spiele in Peking bei einem Challengerturnier in Belo Horizonte teil und erreichte das Finale. In Peking war er als Titelverteidiger gesetzt und überraschte viele, als er in der ersten Runde den favorisierten Belgier Steve Darcis 6:4, 7:5 besiegen konnte. In der zweiten Runde musste er sich dem Argentinier David Nalbandian mit 6:70 und 1:6 geschlagen geben.
Am 27. August 2013 gab Massú seinen Rücktritt vom professionellen Tennissport bekannt. Seine beste Position in der ATP-Weltrangliste war Platz 9, den er kurz nach seinem Olympiasieg erreichte. 2019 gab Massú in Kitzbühel dank einer Wildcard an der Seite von Dominic Thiems Bruder Moritz Thiem im Doppel ein einmaliges Überraschungscomeback, sie unterlagen aber Hugo Dellien und David Vega Hernández in Runde 1.
Von April 2019 bis April 2023 war er Trainer von Dominic Thiem. Unter Massú gewann Thiem 2020 die US Open. Zudem erreichte Thiem das Finale der French Open im Jahr 2019 sowie das Finale der Australian Open im Frühjahr 2020.

## Erfolge
| Legende (Siege in Klammern)       |
| Grand Slam                        |
| Tennis Masters Cup                |
| Olympische Spiele (2)             |
| ATP Masters Series                |
| ATP International Series Gold (1) |
| ATP International Series (4)      |
| ATP Challenger Tour (9)           |

| ATP-Titel nach Belag |
| Hartplatz (2)        |
| Sand (5)             |
| Rasen (0)            |

### Einzel

#### Turniersiege

##### ATP World Tour
| Nr. | Datum              | Turnier         | Belag     | Finalgegner        | Ergebnis                |
| --- | ------------------ | --------------- | --------- | ------------------ | ----------------------- |
| 1.  | 24. Februar 2002   | Buenos Aires    | Sand      | Agustín Calleri    | 2:6, 7:65, 6:2          |
| 2.  | 20. Juli 2003      | Amersfoort      | Sand      | Raemon Sluiter     | 6:4, 7:63, 6:2          |
| 3.  | 28. September 2003 | Palermo         | Sand      | Paul-Henri Mathieu | 1:6, 6:2, 7:60          |
| 4.  | 25. Juli 2004      | Kitzbühel       | Sand      | Gastón Gaudio      | 7:63, 6:4               |
| 5.  | 22. August 2004    | Athen           | Hartplatz | Mardy Fish         | 6:3, 3:6, 2:6, 6:3, 6:4 |
| 6.  | 26. Februar 2006   | Costa do Sauípe | Sand      | Alberto Martín     | 6:3, 6:4                |

##### ATP Challenger Tour
| Nr. | Datum              | Turnier           | Belag | Finalgegner       | Ergebnis       |
| --- | ------------------ | ----------------- | ----- | ----------------- | -------------- |
| 1.  | 13. September 1998 | Quito (1)         | Sand  | Mariano Sánchez   | 3:6, 6:3, 6:0  |
| 2.  | 27. Juni 1999      | Biella            | Sand  | Oleg Ogorodov     | 7:6, 5:7, 6:4  |
| 3.  | 12. September 1999 | Quito (2)         | Sand  | Luis Morejón      | 6:2, 3:6, 6:3  |
| 4.  | 7. November 1999   | Santiago de Chile | Sand  | Karim Alami       | 6:7, 6:2, 6:4  |
| 5.  | 21. September 2003 | Stettin           | Sand  | Albert Portas     | 6:4, 6:3       |
| 6.  | 11. Mai 2008       | Rijeka            | Sand  | Christophe Rochus | 6:2, 6:2       |
| 7.  | 12. Oktober 2008   | Florianópolis II  | Sand  | Olivier Patience  | 6:74, 6:2, 6:1 |
| 8.  | 22. November 2009  | Cancún            | Sand  | Grega Žemlja      | 6:3, 7:5       |

#### Finalteilnahmen
| Nr. | Datum              | Turnier          | Belag         | Finalgegner         | Ergebnis      |
| --- | ------------------ | ---------------- | ------------- | ------------------- | ------------- |
| 1.  | 7. Mai 2000        | Orlando          | Sand          | Fernando González   | 2:6, 3:6      |
| 2.  | 7. Januar 2001     | Adelaide         | Hartplatz     | Tommy Haas          | 3:6, 1:6      |
| 3.  | 27. Juli 2003      | Kitzbühel        | Sand          | Guillermo Coria     | 1:6, 4:6, 2:6 |
| 4.  | 14. September 2003 | Bukarest         | Sand          | David Sánchez       | 2:6, 2:6      |
| 5.  | 19. Oktober 2003   | Madrid           | Hartplatz (i) | Juan Carlos Ferrero | 3:6, 4:6, 3:6 |
| 6.  | 5. Februar 2006    | Viña del Mar (1) | Sand          | José Acasuso        | 4:6, 3:6      |
| 7.  | 30. April 2006     | Casablanca       | Sand          | Daniele Bracciali   | 1:6, 4:6      |
| 8.  | 23. Juli 2006      | Amersfoort       | Sand          | Novak Đoković       | 6:75, 4:6     |
| 9.  | 4. Februar 2007    | Viña del Mar (2) | Sand          | Luis Horna          | 5:7, 3:6      |

### Doppel

#### Turniersiege

##### ATP World Tour
| Nr. | Datum           | Turnier | Belag     | Partner           | Finalgegner                     | Ergebnis                 |
| --- | --------------- | ------- | --------- | ----------------- | ------------------------------- | ------------------------ |
| 1.  | 22. August 2004 | Athen   | Hartplatz | Fernando González | Nicolas Kiefer Rainer Schüttler | 6:2, 4:6, 3:6, 7:67, 6:4 |

##### ATP Challenger Tour
| Nr. | Datum            | Turnier  | Belag | Partner         | Finalgegner                   | Ergebnis         |
| --- | ---------------- | -------- | ----- | --------------- | ----------------------------- | ---------------- |
| 1.  | 6. November 2011 | Medellín | Sand  | Paul Capdeville | Alessio di Mauro Matteo Viola | 6:2, 4:6, [10:8] |

#### Finalteilnahmen
| Nr. | Datum         | Turnier    | Belag | Partner            | Finalgegner              | Ergebnis |
| --- | ------------- | ---------- | ----- | ------------------ | ------------------------ | -------- |
| 1.  | 7. März 2004  | Acapulco   | Sand  | Juan Ignacio Chela | Bob Bryan Mike Bryan     | 2:6, 3:6 |
| 2.  | 24. Juli 2005 | Amersfoort | Sand  | Fernando González  | Luis Horna Martín García | 4:6, 4:6 |

## Grand-Slam-Bilanz

### Einzel
| Turnier         | 2000 | 2001 | 2002 | 2003 | 2004 | 2005 | 2006 | 2007 | 2008 | 2009 | 2010 |
| --------------- | ---- | ---- | ---- | ---- | ---- | ---- | ---- | ---- | ---- | ---- | ---- |
| Australian Open | -    | 1    | 1    | -    | 1    | 2    | 1    | 1    | 1    | 1    | -    |
| French Open     | 2    | 1    | -    | 2    | 3    | 1    | 3    | 2    | -    | 2    | 1    |
| Wimbledon       | 1    | 3    | 1    | 2    | 1    | 2    | 1    | 1    | -    | -    | 1    |
| US Open         | 1    | 2    | 3    | 3    | 2    | AF   | 2    | 1    | -    | 1    | -    |

### Doppel
| Turnier         | 2003 | 2004 | 2005 | 2006 | 2007 | 2008 |
| --------------- | ---- | ---- | ---- | ---- | ---- | ---- |
| Australian Open | -    | 1    | -    | -    | -    | 2    |
| French Open     | -    | -    | HF   | -    | 1    | -    |
| Wimbledon       | -    | 1    | 2    | -    | -    | -    |
| US Open         | 1    | VF   | 3    | 2    | 2    | -    |

AF = Achtelfinale,
VF = Viertelfinale,
HF = Halbfinale,
F = Finale,
S = Sieg
Ziffer = Vorrunde